# Depot II von Prag-Kobylisy
Das Depot II von Prag-Kobylisy (auch Hortfund II von Prag-Kobylisy) ist ein Depotfund der frühbronzezeitlichen Aunjetitzer Kultur aus Kobylisy, einem Stadtteil von Prag, Tschechien. Es datiert in die Zeit zwischen 2000 und 1800 v. Chr. Das Depot befindet sich heute im Nationalmuseum in Prag.

## Fundgeschichte
Das Depot wurde am 25. November 1923 beim Hausbau in der Straße Na Ládví entdeckt. Die Fundstelle liegt am südlichen Fuß eines langgestreckten Hügels.
Es handelt sich um einen von zahlreichen Depotfunden aus dem Stadtgebiet von Prag. In Kobylisy war 1912 in nur 350 m Entfernung noch ein weiteres Depot der Aunjetitzer Kultur gefunden worden.

## Zusammensetzung
Das Depot war in einem bauchigen Keramikgefäß mit hohem Hals niedergelegt worden. Dieses enthielt sechs Bronzegegenstände: fünf Armspiralen und einen kleinen ovalen Stabring. Die Spiralen sind aus Bändern mit linsenförmigem Querschnitt gefertigt. Der Stabring war in einer zweischaligen Form gegossen worden, deren Teile sich beim Guss etwas verschoben hatten. Es sind Reste einer Gussnaht erkennbar.